# بخش لافایت (شهرستان کوشوکتون، اوهایو)
بخش لافایت (به انگلیسی: Lafayette Township) یک منطقهٔ مسکونی در ایالات متحده آمریکا است که در شهرستان کوشاکتن، اوهایو واقع شده‌است.
 بخش لافایت ۶۵٫۰ کیلومتر مربع مساحت و ۴٬۰۸۱ نفر جمعیت دارد و ۲۴۵ متر بالاتر از سطح دریا واقع شده‌است.